# Il bandito dagli occhi azzurri (album)
Il bandito dagli occhi azzurri  è la colonna sonora dell'omonimo film diretto da Alfredo Giannetti e interpretato, tra gli altri da Franco Nero e Dalila Di Lazzaro e da cui è stato tratto l'album di Ennio Morricone con Enrico Pieranunzi, pubblicato dalla Cerberus Records nel 1982.

## Tracce
Lato A
1. The Blue-Eyed Bandit (Città viva) – 2:35 (Ennio Morricone)
2. Madre assente – 2:00 (Ennio Morricone)
3. Campi aperti e sospesi – 4:00 (Ennio Morricone)
4. Double Face – 4:50 (Ennio Morricone)
5. Esecuzione radiofonica – 2:25 (Ennio Morricone)
6. For Enrico, Riccardo and Roberto – 2:30 (Ennio Morricone)

Lato B
1. Beneath the City Bridges (Sotto i ponti della città) – 2:40 (Ennio Morricone)
2. For Dalila – 2:38 (Ennio Morricone)
3. Stranamente di notte – 5:00 (Ennio Morricone)
4. 4/5 – 2:25 (Ennio Morricone)
5. Madre assente – 1:22 (Ennio Morricone)
6. Finale (Stranamente di giorno) – 2:30 (Ennio Morricone)

Edizione CD del 2013, pubblicato dalla Beat Records (BCM9529)
1. Città viva – 2:36 (Ennio Morricone)
2. Madre assente – 2:05 (Ennio Morricone)
3. Campi aperti e sospesi – 3:56 (Ennio Morricone)
4. Double face – 4:54 (Ennio Morricone)
5. Esecuzione radiofonica – 2:28 (Ennio Morricone)
6. Per Enrico, Riccardo e Roberto – 2:30 (Ennio Morricone)
7. Sotto i ponti della città – 2:38 (Ennio Morricone)
8. Per Dalila – 2:42 (Ennio Morricone)
9. Stranamente di notte – 5:08 (Ennio Morricone)
10. Cinque quarti – 2:22 (Ennio Morricone)
11. Madre assente – 1:23 (Ennio Morricone)
12. Stranamente di giorno – 2:33 (Ennio Morricone)
13. Sotto i ponti della città – 2:06 (Ennio Morricone) – Bonus Track
14. Per Dalila – 2:00 (Ennio Morricone) – Bonus Track
15. Per Enrico, Riccardo e Roberto – 1:49 (Ennio Morricone) – Bonus Track
16. Città viva – 0:58 (Ennio Morricone) – Bonus Track
17. Madre assente – 1:04 (Ennio Morricone) – Bonus Track
18. Stranamente di notte – 2:23 (Ennio Morricone) – Bonus Track
19. Per Enrico, Riccardo e Roberto – 1:10 (Ennio Morricone) – Bonus Track
20. Sotto i ponti della città – 1:55 (Ennio Morricone) – Bonus Track

## Musicisti
- Ennio Morricone - conduttore musicale, arrangiamenti, compositore
- Enrico Pieranunzi - pianoforte
- Riccardo Asciolla - viola
- Riccardo Del Fra - contrabbasso
- Roberto Gatto - batteria, percussioni